# Фрідріх фон Кенігсек
Фрідріх фон Кенігсек (†1708) - військовий діяч в добу Гетьманщини родом з Пруссії, генеральний гарматний осавул, один з керівників оборони Батуринської фортеці.

## Біографія
Орієнтовно на початку 1700-х років Фрідріх був призначеним генеральним гарматним осавулом Гетьманщини.
Відомо, що у 1702 в оточенні Петра І з’явився саксонський посланник Кенігсек, який згодом вступив на службу до царя. Він трагічно загинув у квітні 1703 року. Очевидно, він був братом Фрідріха Кенігсека.
Будучи в Україні для кращої долі прийняв православ’я. У Сиволожі, поблизу Батурина, йому було надано маєток.
Гетьманська артилерія дислокувалась у Коропі. Гармашів забезпечували всім необхідним жителі Риботина, Сохачів, Райгородка і Лукнова. Коні-тягачі випасались у Біловіжському степу. Під контролем канцелярії Генеральної Військової Артилерії Фрідріха Кенігсека були ливарні, порохові та кінні заводи,  Гетьманщина постачала порох до Москви. Так, у 1703 за наказом Петра І порохові заводи, підпорядковані Іванові Мазепі, мали дати для армії 2000 пудів пороху 19/3.

Свідками професіоналізму німецького інженера-артилериста Кенігсека вперше стали учасники облоги Бихівської фортеці у вересні 1702. Як повідомлялось у донесенні Михайла Миклашевського Івану Мазепі від 30 вересня 1702: 
|  | за присланием... господского велможности Вашей инженера господина Фридерика многое строение Быховское в разорение превратилось, устрашась все, перво господин Белезюкевич подкоморий парнавский лист свой, которой велможности вашей посылаю, выслал из крепости в шанцы, потом от француза губернатора Старобыховскаго воинства и всех мещан быховских г-н Зенкевич подчаший слонгемский выехал именем всех граждан, желая чтоб заступлением вельможносте вашей к великому государю... крепкий город. Быхов всеконечно отсель пребывал во владении короля |

Тобто завдяки гетьманській артилерії сапежинські прихильники Карла XII здалися. Ядра, спрямовані Кенігсеком у фортецю, наробили там переполоху. З того ж донесення довідуємося, що
| «сам господин Билюзикевич, не надеясь на поляков, желает склонится под оборону велможности вашей, который сими времены зело есть болен, когда из галанки от прилуцких шанцов пушечное ядро в полатах Сапежинских степу проломив г-на Билизюкевича во оных будучаго кирпичем ушибло» |
Оборону Батурина у жовтні 1708 гетьман доручив Д. Чечелеві та гарматному осавулові Фрідріху Кенігсеку. Як показує свідчення на допиті канцеляриста О. Дубяги, педантичний німецький фахівець суворо дотримувався військових артикулів. Через те Кенігсек не випустив канцеляриста 27 жовтня увечері із замку, «хотя он и просился с принуждением... обявлял ему на сие артикулы иноземские, что по ночах из крепостей никого пускать не надлежит».
Гармаші завдали чимало клопоту війську Олександр Меншикова, посланцю якого захисники сказали «многими голосами, что мы де здесь помрем, а президиума в город не пустим». Чернігівський літопис повідомляє, що 1—2 листопада 1708 по росіянах «давано огню з гармат велми з Батурина». Лише підступна зрада прилуцького наказного полковника Івана Носа, проникнення вночі через потаємний хід московських стрільців звели нанівець зусилля оборонців. За повідомленням англійського посла Чарльза Вітворта Фрідріх Кенігсек «не встиг розставити своїх людей в належний порядок» і був тяжко поранений.
Гарматного осавула невдовзі схопили вояки Олександра Меншикова. Кенігсек помер від ран у дорозі. Але й мертвому йому не давали спокою. Тіло німецького інженера колесували в Конотопі, після чого голову його з виколотими очима «на столпе каменном також на шпицу железную воткано» в Сумах.